# John Bradley-West
John Bradley-West, né le 15 septembre 1988 à Wythenshawe (Manchester), est un acteur britannique.
Il est surtout connu pour son rôle de Samwell Tarly dans la série télévisée américaine Game of Thrones, diffusée par HBO.

## Biographie

### Jeunesse
John Bradley est né et a grandi à Wythenshawe un quartier du sud de Manchester. Il est diplômé du Loreto College de Hulme et du Manchester Metropolitan School of Theatre.

### Carrière
John Bradley apparaît la première fois à la télévision dans la série Borgia, dans le rôle mineur du cardinal Jean de Médicis.
Il a également joué Samwell Tarly dans la série télévisée Game of Thrones. Son personnage est l'ami de Jon Snow incarné à l'écran par Kit Harington. Un critique l'a qualifié : « de merveilleux yin comique et lâche opposé au sévère yang de Jon Snow. »
Il joue par ailleurs un rôle dans la cinquième saison de la série Merlin.

### Vie privée
Il est en couple avec Rebecca April May depuis juillet 2017.

## Filmographie

### Cinéma
- 2012 : Anna Karénine : le prince autrichien (non crédité)
- 2015 : Man Up : Andrew (non crédité)
- 2015 : Traders : Vernon Stynes
- 2016 : Grimsby : Agent trop spécial : Derrick Fellner
- 2017 : American Satan : Ricky
- 2022 : Moonfall : K. C. Houseman
- 2022 : Marry Me : Collin Calloway

### Télévision

#### Séries télévisées
- 2011 : Borgia : Cardinal Jean de Médicis (5 épisodes)
- 2011–2019 : Game of Thrones : Samwell Tarly (48 épisodes)
- 2012 : Merlin : Tyr Seward (saison 5, épisodes 1 et 7)
- 2012 : Shameless : Wesley (saison 10, épisodes 1 et 2)
- 2015 : Man up : Andrew
- 2017 : Conan : Samwell Tarly
- 2018 : Patient Zero : Scooter
- 2019 : Robot Chicken : Gordon Ramsay / Eric (voix)
- 2020 : Urban Myths : Young Les
- 2023 : North Shore (en) : Max Drummond
- 2024 : Le Problème à trois corps : Jack Rooney

#### Téléfilms
- 2016 : La Dernière Tueuse de dragons : Gordon

### Jeux vidéo
- 2018 : World of Warcraft : Battle for Azeroth : Marten Webb (voix)

## Voix françaises
- Antoine Schoumsky[4] dans :
  - Borgia (série télévisée)
  - Marry Me
  - Les Aventures des enfants du chemin de fer (en)

- Emmanuel Gradi[4] dans (les séries télévisées) :
  - Game of Thrones
  - Le Problème à trois corps

Et aussi
- Yannick Blivet dans Merlin[4] (série télévisée)
- Thierry D'Armor dans Moonfall[4]

### Source
- (en) Cet article est partiellement ou en totalité issu de l’article de Wikipédia en anglais intitulé « John Bradley-West » (voir la liste des auteurs).